# All-Star Game da NBA de 1956
O All-Star Game da NBA de 1956 foi o sexto NBA All-Star Game, disputado no Rochester War Memorial Coliseum em Rochester, Nova Iorque, no dia 24 de janeiro de 1956. Bob Pettit, do St. Louis Hawks, recebeu o prêmio de MVP do jogo. A Conferência Leste foi a vencedora, por 108 a 94.

## Conferência Leste
Treinador: Charley Eckman, Fort Wayne Pistons
| Jogador          | Time               | MIN | AA | AT  | TLA | TLT | REB | ASS | FC | PTS |
| ---------------- | ------------------ | --- | -- | --- | --- | --- | --- | --- | -- | --- |
| Slater Martin    | Minneapolis Lakers | 29  | 3  | 7   | 3   | 3   | 1   | 7   | 5  | 9   |
| Mel Hutchins     | Fort Wayne Pistons | 27  | 5  | 11  | 1   | 2   | 4   | 0   | 0  | 11  |
| Bobby Wanzer     | Rochester Royals   | 25  | 4  | 8   | 5   | 6   | 5   | 2   | 4  | 13  |
| Larry Foust      | Fort Wayne Pistons | 20  | 3  | 9   | 3   | 4   | 4   | 0   | 1  | 9   |
| George Yardley   | Fort Wayne Pistons | 19  | 3  | 7   | 2   | 3   | 6   | 1   | 1  | 8   |
| Bob Pettit       | St. Louis Hawks    | 31  | 7  | 17  | 6   | 7   | 24  | 7   | 4  | 20  |
| Bob Harrison     | St. Louis Hawks    | 25  | 2  | 7   | 1   | 2   | 0   | 1   | 4  | 5   |
| Vern Mikkelsen   | Minneapolis Lakers | 22  | 5  | 13  | 6   | 7   | 9   | 2   | 4  | 16  |
| Maurice Stokes   | Rochester Royals   | 20  | 4  | 11  | 2   | 5   | 16  | 2   | 5  | 10  |
| Clyde Lovellette | Minneapolis Lakers | 20  | 3  | 10  | 1   | 3   | 10  | 0   | 4  | 7   |
| Total            |                    | 240 | 39 | 100 | 30  | 42  | 79  | 22  | 32 | 108 |

## Conferência Oeste
Treinador: George Senesky, Philadelphia Warriors
| Jogador        | Time                  | MIN                          | AA                           | AT                           | TLA                          | TLT                          | REB                          | ASS                          | FC                           | PTS                          |
| -------------- | --------------------- | ---------------------------- | ---------------------------- | ---------------------------- | ---------------------------- | ---------------------------- | ---------------------------- | ---------------------------- | ---------------------------- | ---------------------------- |
| Dick McGuire   | New York Knicks       | 29                           | 2                            | 9                            | 2                            | 5                            | 0                            | 3                            | 1                            | 6                            |
| Paul Arizin    | Philadelphia Warriors | 28                           | 5                            | 13                           | 3                            | 5                            | 7                            | 1                            | 6                            | 13                           |
| Neil Johnston  | Philadelphia Warriors | 25                           | 5                            | 9                            | 7                            | 11                           | 10                           | 1                            | 3                            | 17                           |
| Dolph Schayes  | Syracuse Nationals    | 25                           | 4                            | 8                            | 6                            | 10                           | 4                            | 2                            | 2                            | 14                           |
| Bob Cousy      | Boston Celtics        | 24                           | 2                            | 8                            | 3                            | 4                            | 7                            | 2                            | 6                            | 7                            |
| Harry Gallatin | New York Knicks       | 30                           | 5                            | 12                           | 6                            | 7                            | 5                            | 2                            | 4                            | 16                           |
| Bill Sharman   | Boston Celtics        | 24                           | 2                            | 8                            | 3                            | 4                            | 7                            | 2                            | 6                            | 7                            |
| Jack George    | Philadelphia Warriors | 21                           | 2                            | 7                            | 2                            | 2                            | 3                            | 2                            | 1                            | 6                            |
| Ed Macauley    | Boston Celtics        | 20                           | 1                            | 9                            | 2                            | 4                            | 2                            | 3                            | 3                            | 4                            |
| Red Kerr       | Syracuse Nationals    | 16                           | 2                            | 4                            | 0                            | 1                            | 8                            | 0                            | 2                            | 4                            |
| Carl Braun     | New York Knicks       | Não jogou devido a uma lesão | Não jogou devido a uma lesão | Não jogou devido a uma lesão | Não jogou devido a uma lesão | Não jogou devido a uma lesão | Não jogou devido a uma lesão | Não jogou devido a uma lesão | Não jogou devido a uma lesão | Não jogou devido a uma lesão |
| Total          |                       | 240                          | 30                           | 87                           | 34                           | 53                           | 53                           | 18                           | 34                           | 94                           |